# Почему женщины убивают
«Почему женщины убивают» (англ. Why Women Kill) — американский комедийно-драматический веб-сериал, созданный Марком Черри. Сериал, действие которого разворачивается в различных временных линиях, рассказывает об убийствах, совершённых женщинами. Премьера первого сезона, насчитывающего 10 серий, состоялась 15 августа 2019 года на стрим-сервисе CBS All Access. Премьера второго сезона, также состоящего из 10 серий, состоялась 3 июня 2021 года на Paramount+. В декабре 2021 телесериал был продлён на третий сезон. В июле 2022 года телесериал был закрыт ещё до начала производства третьего сезона.

## Сюжет
Первый сезон сериала рассказывает о трёх женщинах, которые в разное время живут в одном и том же особняке в Пасадине (штат Калифорния) и сталкиваются с супружеской неверностью. В 1963 году Бет Энн Стэнтон наслаждается жизнью счастливой домохозяйки, пока не узнает об интрижке мужа с официанткой; в 1984 году светская львица Симона Гроув обнаруживает, что её третий муж является геем, и сама заводит роман с молодым парнем; в 2019 году адвокат Тейлор Хардинг проходит проверку отношений, когда она и её муж Илай испытывают влечение к одной и той же женщине. В каждом браке неверность становится точкой отсчета событий, которые приводят к убийствам.

## В ролях

### Сезон 1

#### 1963
Основной состав
- Джиннифер Гудвин — Бет Энн Стэнтон, жена Роба.
- Сэм Джагер — Роб Стэнтон, аэрокосмический инженер, муж Бет Энн.
- Сейди Кальвано — Эйприл, официантка, любовница Роба.

Второстепенные роли
- Алисия Коппола — Шейла Москони, соседка Роба и Бет Энн, жена Лео.
- Адам Феррара — Лео Москони, сосед Роба и Бет Энн, муж Шейлы.
- Линдси Крафт — Клэр, секретарь Роба.

Приглашённые актёры
- Спенсер Гарретт — Хэл Бёрк, босс Роба.
- Пери Гилпин — Вивиан Бёрк, жена Хэла.
- Анали Типтон — Мэри Власин, соседка Роба и Бет Энн, жена Ральфа.
- Скотт Портер — Ральф Власин, сосед Роба и Бет Энн, муж Мэри.

#### 1984
Основной состав
- Люси Лью — Симона Гроув, дважды разведённая светская львица, замужем за Карлом.
- Джек Девенпорт — Карл Гроув, третий муж Симоны, который использует их брак для сокрытия своей гомосексуальности.

Второстепенные роли
- Кэти Финнеран — Наоми Харт, состоятельная вдова, мать Томми, подруга Симоны и Карла.
- Лео Ховард — Томми Харт, сын Наоми, который влюблён в Симону.
- Ли Юнь Ли — Эми, дочь Симоны  от первого брака.

Приглашённые актёры
- Чарли Депью — Брэд Дженкинс, жених Эми.
- Кен Гарито — офицер полиции, который принимает Симону за проститутку.
- Кристин Эстабрук — Джойс Дабнер, соседка Симоны, страдающая ипохондрией.
- Филип Энтони-Родригес — Гектор, бывший парикмахер Симоны и любовник Карла.
- Дейл Дикки — Руби Дженкинс, мать Брэда.
- Роберт Крейгхэд — Дуайт Дженкинс, отец Брэда.
- Хейли Хассельхофф — Пэтти Дженкинс, сестра Брэда, лесбиянка.

#### 2019
Основной состав
- Кирби Хауэлл-Баптист — Тейлор Хардинг, бисексуалка, адвокат и феминистка, состоит в открытом браке с Илаем.
- Александра Даддарио — Джейд / Айрин Табачник, бисексуальная любовница Тейлор.
- Рид Скотт — Илай Коэн, сценарист, состоит в открытом браке с Тейлор.

Второстепенные роли
- Кевин Дэниэлс — Ламар, агент Илая.

Приглашённые актёры
- Кевин Макнамара — Дюк, бывший бойфренд Джейд.
- Саидха Аррика Экулона — сестра Тейлор.
- Кристина Энтони — Велма, сестра Тейлор.
- Оделя Халеви — Уиллоу, модель Instagram, работающая с Мишей, подруга Джейд.
- Кевин Уильям Пол — Миша, модель Instagram, друг Джейд.

### Сезон 2
Основной состав
- Эллисон Толман — Альма Филлкот, домохозяйка, которая в 1949 году мечтает присоединиться к местному клубу садоводов.
- Лана Паррия — Рита Кастильо, президент местного клуба садоводов и жена Карло.
- Б.К. Кэннон — Ди Филлкот, дочь Альмы.
- Джордан Кристи — Верн Лумис, частный детектив.
- Мэттью Даддарио — Скутер, начинающий актёр и любовник Риты.
- Вероника Фалькон[англ.] — Кэтрин Кастильо, дочь Карло и приёмная дочь Риты.
- Ник Фрост — Бертрам Филлкот, муж Альмы, ветеринар.

Второстепенные роли
- Рэйчел Бэй Джонс — Мэйси Моран певица.
- Даниэль Закапа[англ.] — Карло Кастильо, престарелый муж Риты и отец Кэтрин.
- Эйлин Галиндо — Изабель, горничная Риты.
- Вирджиния Уильямс — Грейс, участница клуба садоводов.
- Джессика Филлипс[англ.] — Джоан, участница клуба садоводов.
- Керри О'Мэлли — Мэйвис, участница клуба садоводов.
- Синтия Куилс — Бренда, участница клуба садоводов.
- Джек Дэвенпорт — рассказчик.
- Уоррен Коул — детектив Робин.

### Приглашённые актёры
- Райан Макпартлин — Том Мэдисон.

## Обзор сезонов
| Сезон | Сезон | Эпизоды | Дата показа     | Дата показа     | Сеть           |
| Сезон | Сезон | Эпизоды | Премьера        | Финал           | Сеть           |
| ----- | ----- | ------- | --------------- | --------------- | -------------- |
|       | 1     | 10      | 15 августа 2019 | 17 октября 2019 | CBS All Access |
|       | 2     | 10      | 3 июня 2021     | 29 июля 2021    | Paramount+     |

## Список эпизодов

### Сезон 1 (2019)
| № общий | № в сезоне | Название | Режиссёр                 | Автор сценария                             | Дата премьеры    |
| --- | ---------- | --- | ------------------------ | ------------------------------------------ | ---------------- |
| 1 | 1          | «Убьёшь — и можно никогда не извиняться» «Murder Means Never Having to Say You're Sorry»                                                                                      | Марк Уэбб                | Марк Черри                                 | 15 августа 2019  |
| В 1963 году Роб и Бет Энн Стентоны переезжают в особняк в Пасадене после смерти их дочери и знакомятся с новыми соседями, Лео и Шейлой Москони. В магазине Бет Энн подслушивает рассказ Шейлы о том, как Лео стал свидетелем поцелуя Роба с официанткой в закусочной. Бет Энн отказывается верить в измену мужа, пока не видит собственными глазами, как Роб целует официантку. По совету Шейлы Бет Энн идет в закусочную, чтобы противостоять официантке, которую, как выясняется, зовут Эйприл. Тем не менее, Бет Энн теряет самообладание и вместо этого заводит дружбу с любовницей своего мужа, но хранит свою личность в тайне от неё. В 1984 году Симона Гроув узнает о гомосексуальности своего мужа, найдя на вечеринке конверт с фотографиями Карла, целующего мужчину. Симона требует, чтобы Карл убирался из дома, но после этого обнаруживает, что Карл пытался совершить самоубийство, наглотавшись таблеток. После того, как Карла отправляют в больницу, Томми Харт признается Симоне, что видел фотографии, и заявляет, что, в отличие от мужчин, за которых она выходила замуж, он влюблён в неё. В 2019 году Тейлор Хардинг, живущая в открытом браке со своим мужем Илаем, приводит домой свою любовницу Джейд, которой угрожает расправой её бывший парень Дюк. Поначалу Илай выступает против того, чтобы Джейд оставалась в их особняке, но в конце концов чувствует к ней симпатию и позволяет ей остаться. |            | |                          |                                            |                  |
| 2 | 2          | «Я бы тебя убила, но только что помыла голову» «I'd Like to Kill Ya, But I Just Washed My Hair»                                                                               | Марк Уэбб                | Остин Гузман                               | 22 августа 2019  |
| В 1963 году Эйприл признаётся Бет Энн, что является любовницей женатого мужчины, не подозревая, что Бет Энн замужем за мужчиной, с которым она встречается. Эйприл предполагает, что Роб закрутил роман на стороне, так как ему надоела жена. Бет Энн пытается сделать себя более привлекательной в глазах Роба, но её усилия приводят к тому, что Роб получает травму. В больнице Роб соглашается, что он отдалился от Бет Энн, но отрицает, что изменяет ей. После лечения Роб покидает особняк якобы для очередного ужина с деловыми партнерами, а Бет Энн безуспешно пытается его остановить, понимая, что на самом деле он отправляется на свидание с Эйприл. В 1984 году Симона обнаруживает, что Карл инсценировал попытку самоубийства, но не может выгнать его из дома, так как Карл угрожает унизить её, сообщив всем друзьям и знакомым о своей гомосексуальности. Наоми Харт рассказывает Симоне, что она знала о неверности Карла больше года, однако она не догадывается о его сексуальной ориентации. Симона, чувствуя себя преданной Карлом и Наоми, начинает роман с Томми. В 2019 году Илай начинает подозревать, что Тейлор влюблена в Джейд, когда узнаёт, что они встречались друг с другом в течение шести месяцев. После секса втроем между Илаем, Тейлор и Джейд подозрения Илая усиливаются, когда женщины продолжают свои утехи без него. На вопрос мужа об отношениях с Джейд Тейлор отвечает, что он просто чувствует себя неуверенно, и виной тому — его пошатнувшаяся карьера. |            | |                          |                                            |                  |
| 3 | 3          | «Я убила всех, кого убил он, но задом наперёд и на каблуках» «I Killed Everyone He Did, But Backwards and in High Heels»                                                      | Дэвид Гроссман           | Рэнди Мейем Сингер                         | 29 августа 2019  |
| В 1963 году Бет Энн узнаёт, что Роб собирается встретиться с Эйприл в ночном клубе и отпраздновать завершение крупного проекта. Она посещает офис мужа и крадёт папку с документами. Роб вынужден остаться на работе, чтобы заново написать проект, и отменяет своё свидание с Эйприл, которая, в свою очередь, приглашает на ужин Бет Энн. В ночном клубе Эйприл рассказывает Бет Энн, что у неё нет серьезных планов в отношении Роба, и она не собирается выходить замуж, так как хочет построить карьеру певицы. В 1984 году Симона и Карл вынуждены вместе присутствовать на благотворительном ужине, а Томми обслуживает их в качестве официанта. Томми крайне недоволен Карлом и тем, как он ведёт себя с Симоной. В результате он намеренно проливает на Карла тарелку с супом, после чего его увольняют. Симона признаётся Томми, что, хотя она собирается развестись с Карлом, она не ненавидит мужа, потому что он заботится о ней. В 2019 году Тейлор, Илай и Джейд встречаются в ночном клубе с Instagram-инфлюэнсерами Уиллоу и Мишей, которые предлагают Джейд на следующий день отправиться вместе с ними в Венецию. Тейлор начинает ревновать и хочет помешать Джейд уехать. После того, как Илай повторно спрашивает жену о её чувствах к Джейд, Тейлор признается, что Джейд помогает ей забыть о финансовых трудностях, ведь особняк им не по карману, а Илай уже два года сидит без работы. Когда Джейд возвращается домой и сообщает, что летит в Венецию, Илай убеждает её остаться. |            | |                          |                                            |                  |
| 4 | 4          | «Стоило тебе убить, и моё сердце растаяло» «You Had Me at Homicide» | Валери Уайсс             | Марк Черри и Грег Мэлинс                   | 5 сентября 2019  |
| В 1963 году Бетт Энн весело проводит время с Эйприл, катаясь на роликовых коньках и поедая брауни с марихуаной. Эйприл рассказывает, что готовит эти пирожные по просьбе Роба, которому нравится расслабляться с помощью травки. Бет Энн, находящаяся под кайфом, вместе с Робом посещает званый обед в доме его босса Хэла. Во время мероприятия Бетт Энн признаётся Робу, что «знает о том, чем он занимается». После возвращения домой Роб спрашивает, как она догадалась про марихуану, не зная, что Бет Энн на самом деле имела в виду его измену. Роб признаётся, что погряз в рутине и забыл, как наслаждаться жизнью. В результате Робб и Бетт Энн отправляются кататься на роликах. В 1984 году во время свидания в кафе Симона отказывается принять подарок Томми, дешёвые спортивные часы, и рассерженный Томми уходит прочь. Эми, дочь Симоны, отменяет свою свадьбу с Брэдом, который, как оказалось, спит с другой девушкой. Томми соглашается пойти на свидание с Эми, чем заставляет Симону ревновать. Выслушав размышления Карла о любви, Симона осознает свои истинные чувства к Томми. Симона прерывает свидание Томми и Эми, приведя в ресторан Брэда, который мирится со своей невестой. Тем временем Симона демонстрирует Томми, что надела часы, которые он ей подарил. В 2019 году на пороге особняке появляется Дюк, бывший парень Джейд, но Тейлор не пускает его в дом, угрожая вызвать полицию. Спустя время Дюк звонит Джейд и требует встретиться с ним, в противном случае обещая усыпить их собаку. Илай, Джейд и Тейлор идут в квартиру Дюка, чтобы поговорить, но поскольку Дюк не реагирует на стук в дверь, Илай разбивает окно и крадёт собаку. Дюк снова заявляется в особняк и нападает на Илая и Тейлор. Джейд бьет Дюка молотком по голове, в результате тот падает через перила лестницы и ломает ногу. |            | |                          |                                            |                  |
| 5 | 5          | «Убийцы не плачут» «There's No Crying in Murder» | Дэвид Гроссман           | Джефф Штраусс, Брендан Стефан и Марк Черри | 12 сентября 2019 |
| В 1963 году Эйприл успешно проходит прослушивание в местном баре. Она рассчитывает, что Бет Энн и Роб придут посмотреть на её первое выступление перед публикой, но после того, как Робу достаются два билета на первенство по бейсболу, он отклоняет приглашение Эйприл. Тем не менее Бет Энн притворяется, что плохо себя чувствует и не идет на игру, а вместо этого отправляется в бар на выступление Эйприл. После концерта они возвращаются в мотель Эйприл, однако внезапно появляется Роб, и Бет Энн вынуждена прятаться в ванной. Эйприл признаётся Робу, что влюблена в него, но Роб думает, что она хочет заставить его развестись, и заявляет, что никогда не уйдет от жены. В 1984 году Симона и Томми умудряются заблудиться по дороге в мотель. Симона спрашивает дорогу в винном магазине, а когда она возвращается к машине Томми, полицейский принимает её за проститутку. Наоми, недовольная тем, что Томми постоянно не бывает дома, устраивает сына на работу в компанию по уходу за комнатными растениями. Симона и Томми начинают заниматься сексом в домах, за которыми присматривает Томми. Однажды Джойс, соседка Симоны, неожиданно возвращается домой в то время, как Томми и Симона занимаются сексом в спальне. Симона звонит Карлу с просьбой помочь ей выбраться незамеченной из спальни. Карл врезается в машину Наоми, позволив Симоне ускользнуть. Карл догадывается, что у Симоны роман с Томми. В 2019 году Тейлор встречается со своими сёстрами и рассказывает им о своём любовном треугольнике. В ответ сёстры интересуются тем, какие чувства друг к другу испытывают Илай и Джейд, и спрашивают, что будет, если Илаю Джейд понравится больше, чем Тейлор. Они также напоминают, что Илай - наркоман, который "снюхал" половину сбережений Тейлор. Агент Илая Ламар даёт ему 24 часа, чтобы закончить сценарий. Джейд удается помочь Илаю преодолеть творческий кризис, но после нескольких часов непрерывной работы он засыпает, и Джейд даёт ему таблетки для бодрости. Ламар заявляет, что сценарий является лучшим из всех написанных Илаем. Илай и Джейд занимаются сексом и игнорируют звонки Тейлор. |            | |                          |                                            |                  |
| 6 | 6          | «Практически смертельна во всех отношениях» «Practically Lethal in Every Way»                                                                                                 | Дэвид Уоррен             | Марк Черри и Джо Кинан                     | 19 сентября 2019 |
| В 1963 году Роб и Бет Энн устраивают праздник в честь новоселья. Бет Энн приглашает на вечеринку всех своих соседей, включая Мэри и Ральфа Власинов. От Эйприл Бет Энн узнаёт, что Ральф, скорее всего, избивает Мэри. На вечеринке Мэри и Роб танцуют, но ревнивый Ральф уводит Мэри в кабинет и начинает кричать на неё за то, что она флиртует с незнакомцами. Бет Энн вмешивается в разговор, после чего Ральф уходит домой, а Мэри покорно следует за ним. Роб и Бет Энн ссорятся из-за того, что Роб ничего не сделал, чтобы остановить Ральфа. В ответ Роб обвиняет Бет Энн в том, что её нельзя назвать идеальной матерью. Выясняется, что их разговор слышала Шейла. Бет Энн вынуждена признаться подруге, что является причиной смерти их дочери. В 1984 году Симона начинает бракоразводный процесс с Карлом. Супруги отправляются на встречу с семьей Брэда, жениха Эми. В ресторане Карл замечает Гектора, своего любовника-гея, и выходит из-за стола. Симона застает Карла и Гектора целующимися в туалете. После того, как Симона и Карл возвращаются к столу, Руби, мать Брэда, начинает задавать Симоне вопросы о её бывших мужьях. Симона выходит из себя и заявляет, что Карл — гей, и поэтому она намерена развестись с ним. В отместку Карл рассказывает семье Брэда о романе Симоны с 18-летним Томми. После того, как Пэтти возвращается в зал после чистки платья, случайно выясняется, что она лесбиянка, и семья Брэда уходит. Симона навещает Гектора, чтобы обсудить его отношения с Карлом. В 2019 году Илай и Джейд признаются Тейлор, что занимались сексом вдвоём, но Тейлор притворяется, что не расстроена этим. Илай, Джейд, Тейлор и Ламар идут поужинать, чтобы отпраздновать завершение сценария. Ламар без устали хвалит Джейд и называет её «музой Илая». Обиженная Тейлор скрывается в уборной. Джейд находит её и спрашивает, что не так. Тейлор говорит Джейд, что именно она провела последние два года, пытаясь спасти Илая, злоупотребляющего наркотиками. После возвращения домой Джейд спрашивает у Илая, почему он скрыл от неё, что он наркоман. Илай отдает таблетки, но после того, как он обещает позаботиться о Джейд, она возвращает их. |            | |                          |                                            |                  |
| 7 | 7          | «Я поняла, в чём секрет убийства: друзья. Лучшие друзья» «I Found Out What the Secret to Murder is: Friends. Best Friends»                                                    | Элизабет Аллен Розенбаум | Ханна Шнайдер                              | 26 сентября 2019 |
| В 1963 году Роб бросает Эйприл, которая обнаруживает, что беременна от него. Шейла заявляет Бет Энн, что она должна дать понять Робу о том, что знает о его интрижке, но в это время у особняка появляется Эйприл. Шейла открывает дверь, заставляя Эйприл поверить, что это она является женой Роба. Бет Энн собирается сказать Робу правду, но вместо этого лжёт, что у неё рак. В 1984 году Симона понимает, что ей нравятся дружеские отношения с Карлом, и она желает ему счастья. Поэтому Симона приглашает домой Гектора, и впоследствии Гектор и Карл идут на свидание. Томми тратит свои сбережения на покупку очень дорогой брошки для Симоны, а Наоми подозревает, что Томми подсел на наркотики. Более того, она начинает думать, что сын торгует наркотиками после того, как подозрительная женщина (Симона) подходит к Томми во время его занятий бегом. Наоми собирается обыскать комнату сына и найти его дневник. Узнав об этом, Симона мчится в дом Хартов, чтобы помешать Симоне прочитать дневник Томми. Для отвода глаз Симона рассказывает Наоми, что Карл гей. Томми приглашает Симону поехать с ним в Европу. Хотя Симона изначально не поддерживает эту идею, она соглашается подумать. Карл обнаруживает, что болен СПИДом, но Симона слишком увлечена отношениями с Томми, чтобы обратить на это внимание. В 2019 году Илай покупает кокаин у своего бывшего наркодилера. Он вновь начинает увлекаться наркотиками, поскольку они способствуют его творчеству. Тейлор подозревает неладное, так как Илай постоянно шмыгает носом. Для улучшения отношений Тейлор приглашает Илая и Джейд в полиаморный ретрит. Находясь на заправке, Илай нюхает кокаин, когда позади раздается гудок фуры. От испуга Илай рассыпает порошок по всему багажнику. Почти добравшись до отеля, Илая видит, что полицейские проводят тщательный осмотр машин. Илай в панике разворачивается. У него идёт кровь из носа, Тейлор требует открыть багажник и обнаруживает, что Илай снова употребляет кокаин. После возвращения домой Тейлор настаивет, чтобы Илай немедленно лёг в реабилитационную клинику, однако тот отказывается после получения новостей от Ламара об успешной продаже сценария. Тейлор велит Джейд пойти с ней, но Джейд остаётся с Илаем. |            | |                          |                                            |                  |
| 8 | 8          | «Браки не распадаются из-за убийства — это просто знак: что-то ещё не так» «Marriages Don't Break Up on Account of Murder - It's Just a Symptom That Something Else Is Wrong» | Люси Лью                 | Марк Черри и Алекса Юнге                   | 3 октября 2019   |
| В 1963 году Бет Энн и Шейла посещают племянника Шейлы, врача-онколога, чтобы обсудить, каким видом рака якобы больна Бет Энн, и выбирают эпителиоидную гемангиоэндотелиому. Бет Энн говорит Робу, что ей осталось жить шесть месяцев. После Эйприл обманом приводит Бет Энн к женщине, занимающейся нелегальными абортами. Бет Энн рассказывает Эйприл о том, как погибла её дочь, и это заставляет Эйприл согласиться оставить ребенка. Шейла не одобряет данный план Бет Энн, и они ссорятся. Эйприл врывается в кабинет Роба и сообщает, что беременна, в ответ Роб делает ей предложение выйти за него замуж, так как его браку придёт конец через шесть месяцев. Эйприл звонит Бет Энн и рассказывает ей о случившемся, чем приводит Бет Энн в ужас. В 1984 году Симона и Томми обсуждают свой предстоящий отдых в Европе, и, поскольку он не может позволить себе экстравагантные развлечения, которые хочет Симона, она предлагает ему продать брошь и на вырученные найти другой способ показать, что она значит для него. Во время званого ужина к Симоне в ванной комнате подходит жена доктора Карла и сообщает ей, что Карл — гомосексуал и что у него СПИД. После вечеринки Карл в разговоре с Симоной подтверждает свой диагноз. Симона решает отменить поездку с Томми, чтобы позаботиться о Карле. Расстроенный Томми пьет из бутылки вина, украденной у Симоны, садится за руль в пьяном виде и в итоге попадает в аварию. В больнице Наоми замечает на ноге Томми татуировку с изображением Симоны. В 2019 году Тейлор и Джейд снова обсуждают передозировки Илая. Тейлор просит Джейд найти пароли Илая, чтобы получить доступ к его банковским счетам и кредитным картам. Тейлор объясняет, что, находясь под кайфом, Илай становится чрезвычайно щедрым и тратит деньги на дорогие подарки. После того, как Тейлор угрожает позвонить отцу Илая, чтобы тот выбил из сына признания, кто подсадил его на наркотики, Джейд не собирается помогать ей. Илай покупает Джейд машину, и когда Тейлор получает уведомление о том, что с её банковского счёта была снята большая сумма денег, она идет в особняк и обвиняет Джейд в том, что из-за неё Илай вновь употребляет наркотики. В конце концов Тейлор решает вызволить из тюрьмы Дюка, чтобы тот помог выселить Джейд из дома. Дюк рассказывает Тейлор, что Джейд не та, за кого она себя выдаёт. |            | |                          |                                            |                  |
| 9 | 9          | «Я тут подумала, что делает подобных дам такими смертоносными» «I Was Just Wondering What Makes Dames Like You So Deadly»                                                     | Доун Уилкинсон           | Марк Черри                                 | 10 октября 2019  |
| В 1963 году Бет Энн продолжает пытаться убедить Эйприл держаться подальше от Роба. Во время посещения доктора с Эйприл Бет Энн встречает Мэри, которая выглядит избитой и оскорблённой. Бет Энн идет в дом Мэри, чтобы расспросить о произошедшем. Во время разговора Мэри спрашивает Бет Энн о том, почему она не расстаётся с Робом, хотя знает о его изменах. Этот вопрос вдохновляет Бет Энн окончательно порвать с Робом. Бет Энн собирает вещи и идёт на работу мужа, чтобы сообщить ему всё лично. Но там Бет Энн узнаёт от секретарши Клэр о том, что на самом деле Роб изменял многим женщинам, включая Клэр. Также Клэр признает, что именно она стала причиной смерти дочери Бет Энн и Роба. Бет Энн ставит просит Клэр никому не сообщать об этом разговоре. Бет Энн покупает пистолет, с помощью которого она планирует убить Роба. В 1984 году Наоми распространяет слух, что Симона растлевала Томми, а Карл — гей. Это становится причиной исключения Симоны и Карла из их загородного клуба. Наоми врывается в особняк Симоны и говорит ей, что исключение их из загородного клуба — это только начало и будет намного хуже. Наоми распространяет слухи о заболевании Карла, и когда новость доходит до Эми, она настаивает, чтобы Карл не приходил на свадьбу. Симона и Карл направляются к своей машине, чтобы поехать на ланч. Они видят что на их доме появилось граффити, после чего у Карла начинается головокружение. Никто из собравшихся не хочет помочь Карлу подняться, но на помощь приходит их работник. В больнице Симона пересекается с Наоми. После разговора Наоми садится в свою машину и ждет, когда Симона выйдет на парковку, чтобы задавить её. В 2019 году агент Илая просит его прийти на встречу с потенциальным режиссером своего фильма, но вместо этого агент организует встречу с Тейлор, которая рассказывает Илаю правду о Джейд, что её на самом деле зовут Айрин и она, вероятно, соблазнила и убила множество людей. Тейлор хочет, чтобы Илай бросил Джейд и отправился на реабилитацию. Разговор заканчивается ничем, после чего Илай уходит. Джейд забирает Илая со встречи. Во время поездки Илай начинает спрашивать Джейд о её прошлом и говорит, что всё знает. Айрин отвлекается на этот разговор и разбивает машину. После аварии Айрин говорит, что не может дождаться полиции, потому что её всё ещё ищут за прошлые поступки. Она отправляется в дом Дюка. Дюк освобождается под залог и встречает Айрин у себя дома. Он сообщает ей, что Тейлор внесла за него залог, а он в обмен на это рассказал ей о прошлом Айрин. Айрин требует денег у Дюка, после чего завязывается драка, заканчивающаяся смертью Дюка. Тейлор навещает Илая в больнице. Он находится под действием успокоительного, но медсестра отдаёт оставленную для Тейлор записку с одним словом: «реабилитация». |            | |                          |                                            |                  |
| 10 | 10         | «Убей меня, как в последний раз» «Kill Me As If It Were The Last Time» | Дэвид Уоррен             | Марк Черри и Кертис Нил                    | 17 октября 2019  |
| В 1963 году Бет Энн придумывает с Мэри схему, чтобы вынудить своих мужей убить друг друга. В результате Мэри пишет Ральфу письмо с признанием о том, что у неё роман с Робом. Бет Энн всё больше не сомневается в необходимости данного плана, когда Роб продолжает отрицать свою роль в смерти их дочери. Ситуация несколько осложняется, когда в особняк заявляется Эйприл, узнавшая правду о Бет Энн. Вскоре после этого в особняк приходит Ральф, который намерен убить Роба и начинает с ним драку. Во время потасовки Бет Энн бросает незаряженный пистолет Робу, и тот, оказавшись безоружным, погибает от рук Ральфа. Десять лет спустя при передаче ключей от дома Симона знакомится с Бет Энн, которая рассказывает, что Ральф был казнён за убийство Роба, Эйприл реализовала свою мечту и стала певицей, а Бет Энн помогает воспитывать её дочь. В 1984 году Томми спасает Симону от матери, а Наоми получает травмы при столкновении с другой машиной. Томми предлагает отменить свою поездку в Европу, чтобы быть с Симоной, которая заботится о Карле, но Симона уговаривает его путешествовать и искать новые отношения. Через шесть месяцев Карл охватывают мысли о самоубийстве, так как его состояние ухудшается с каждым днём. Увидев в больнице жертву СПИДа, который находится в состоянии комы, Симона решает помочь Карлу свести счеты с жизнью, и они вместе танцуют последний танец перед тем, как Симона делает смертельную инъекцию мужу. Спустя десятилетия Тейлор и Илай знакомятся с Симоной, которая активно заниматься проведением исследований, посвященных СПИДу, а Томми, как выясняется, стал художником. В 2019 году Тейлор и Илай решают продать особняк и сосредоточиться на своих взаимоотношениях, но внезапно сталкиваются с Джейд, которая отчаянно нуждается в деньгах. Они отказываются помочь и начинают всерьёз опасаться за свою жизнь, когда узнают от полиции об убийстве Дюка. Появляется Джейд и наносит Илаю удар ножом, но Тейлор удаётся убить Джейд. Илай выживает и уезжает с Тейлор и собакой Джейд на новую квартиру, а в особняк переезжает новая парочка, Эбби и Эндрю. После ухода Илая и Тейлор, Эбби обнаруживает интимную переписку в телефоне Эндрю, понимает, что Эндрю изменяет ей и стреляет в него из ружья. |            | |                          |                                            |                  |

### Сезон 2 (2021)
| № общий | № в сезоне | Название                                             | Режиссёр            | Автор сценария         | Дата премьеры |
| --- | ---------- | ---------------------------------------------------- | ------------------- | ---------------------- | ------------- |
| 11 | 1          | «Секрет за дверью» «Secret Beyond the Door»          | Дэвид Уоррен        | Марк Черри             | 3 июня 2021   |
| 1949 год, Лос-Анджелес. Альма Филкотт - неловкая домохозяйка, жаждущая быть замеченной. Когда умирает член эксклюзивного садового клуба "Элизиан Парк" Вонда Ван Эсен, Альма видит в этом возможность вступить в клуб, но ее высмеивает соседка миссис Йост, поскольку для вступления в клуб Альма должна быть выдвинута уже существующим членом клуба. На позднем завтраке Рита Кастильо, президент клуба, узнает Альму через ее мужа-ветеринара, доктора Бертрама Филкотта, и приглашает ее на сбор средств у себя дома. Тем временем Рита тайно изменяет своему богатому мужу с актером Скутером Поларски, который в свою очередь изменяет ей с дочерью Альмы Ди. Поэтому Рита нанимает частного детектива Верна Лумиса, чтобы он следил за Скутером. Когда муж Риты Карло пытается застать ее со Скутером, он падает с лестницы и у него случается инсульт, но он выживает. На сборе средств Альма надевает найденную на чердаке дорогую брошь камею с надписью "Энид Долан, 14 февраля 1945 года", в которой член клуба Грейс узнает свою тетю Энид, умершую в этот день. Потрясенная Альма возвращается домой и находит коробку, наполненную предметами с датами и именами умерших людей. Позже муж Альмы, Бертрам, после того, как он умертвил собаку своей клиентки Мейзи Моран, узнает, что у нее не осталось семьи и она страдает от цирроза печени. Он приходит к ней в квартиру, где подвергает ее эвтаназии и импульсивно забирает ее ручной веер. |            |                                                      |                     |                        |               |
| 12 | 2          | «Женщина в окне» «The Woman in the Window»           | Дэвид Уоррен        | Джо Кинан              | 10 июня 2021  |
| На следующее утро Альма роется в коробке Бертрама с "сувенирами" и находит веер Мейзи. Затем она отправляется в ее квартиру и обнаруживает, что та мертва. Когда Бертрам возвращается домой с работы, Альма задает ему вопросу про это, и он рассказывает, что он серийный убийца, что всякий раз, когда он встречает больного, одинокого старого человека, испытывающего боль, он подвергает их эвтаназии против их воли из своего собственного чувства милосердия, а в коробке находятся "трофеи", которые он забрал у них. Альма в смятении убегает и обращается в полицию, но прежде чем она успевает сдать Бертрама, Рита сообщает ей, что ее кандидатуру выдвинули для вступления в клуб. Зная, что арест Бертрама не позволит ей вступить в клуб, она обращается за советом к своей дочери Ди, которая советует ей держать все в тайне, считая, что у Бертрама роман на стороне. Тем временем Карло выжил после падения, но теперь находится в вегетативном состоянии, что вынуждает его дочь Кэтрин приехать из Техаса, чтобы ухаживать за ним, и разрушает планы Риты перевезти Скутера к ней в дом. Позже она пытается утопить его в ванне, но ее едва успевает застукать за этим Кэтрин. После того как Скутер отвергает Ди во время дождя, Верн подвозит ее до мотеля и рассказывает, что знает о ее романе, и они быстро сближаются. Позже той же ночью Альма застает Бетрама, готовящегося покончить с собой, что приводит к ссоре между ними. Подозрительная соседка миссис Йост пытается подслушать их разговор, но Альма случайно сбивает ее с окна, на котором она висит, и миссис Йост падает на садовые ножницы. Понимая, что они не могут вызвать полицию, не рассказав им всей правды, Филкотты решают похоронить миссис Йост. |            |                                                      |                     |                        |               |
| 13 | 3          | «Леди в озере» «Lady in the Lake»                    | Дженнифер Гетцингер | Джошуа Майкл Стерн     | 10 июня 2021  |
| Похоронив миссис Йост во дворе, Альма придумывает план, как скрыть ее смерть. Альма звонит в отель под именем миссис Йост, чтобы люди поверили, что она едет навестить сестру, а затем уезжает на своей машине в ее одежде. По дороге, когда они останавливаются пообедать, Альма сталкивается со своим школьным кавалером Томом Мэдисоном, который узнает ее, что заставляет Бертрама ревновать. Позже они загоняют машину миссис Йост в озеро, надеясь, что кто-нибудь найдет ее, и полагают, что она заблудилась в лесу. Тем временем Кэтрин узнает, что у Риты роман, и пытается доказать это, чтобы Карло лишил Риту наследства. Кэтрин объясняет, что сама чуть не вышла замуж за золотоискателя, пока Карло не разоблачил его и не включил в завещание кодификацию на случай, если она сойдется с мужчиной, которого он не одобряет, поэтому она и ненавидит Риту. С этой информацией Рита приказывает Скутеру соблазнить Кэтрин, чтобы лишить ее наследства, но им мешает Ди, которая узнала о романе Риты со Скутером через Верна. В результате обе женщины расстаются со Скутером. |            |                                                      |                     |                        |               |
| 14 | 4          | «Место преступления» «Scene of the Crime»            | Ева Лонгория        | Ханна Шнайдер          | 17 июня 2021  |
| На следующий день Альма получает звонок от Грейс, которая сообщает, что ее выдвинули в члены клуба и что члены клуба приедут в дом Филкоттов позже в тот же день. Отчаявшись произвести впечатление на дам клуба, Альма крадет из дома миссис Йост дорогие платья и предметы декора, включая бесценную парижскую картину, чтобы украсить свой дом. Полицейские заходят в дом и спрашивают ее о миссис Йост, но Альма притворяется, что ничего не знает. Рита забирает все у Скутера, так как они расстались, и он неохотно соглашается соблазнить Кэтрин, которая влюбляется в него, но Карло знает, что он - любовник Риты. Ди идет на свидание с Верном - это его первое свидание после войны. Во время свидания на него нападает бывший муж его клиентки из мести, но его спасает полиция. Верн рассказывает Ди, что у него не было женщины с тех пор, как его бросила невеста, из-за шрамов, которые он получил, сражаясь на Западном фронте. Во время визита Джоан приводит свою тетю Марту, которая признается Бертраму, что страдает от последней стадии рака и одинока после смерти мужа, что делает ее жизнь очень мучительной, вызывая желание убить ее. Вечеринка проходит хорошо, и клуб планирует сделать Альму новым членом. Хотя Рита поначалу не впечатлена тем, что Альма из среднего класса, она втайне завидует ей в том, что та состоит в счастливом любящем браке, и планирует принять ее в клуб, пока не узнает, что Альма - мать Ди. |            |                                                      |                     |                        |               |
| 15 | 5          | «Они сделали из меня убийцу» «They Made Me a Killer» | Ларри Шоу           | Мэри Элизабет Хэмилтон | 24 июня 2021  |
| Во флешбэке Бертрам рассказывает, что когда ему было шесть лет, его мать была смертельно больнаю Она не могла выносить боль, поэтому попросила Бертрама помочь ей, убив ее. С тех пор он воспринимает эвтаназию как извращенный способ помогать людям. В настоящем, осознав, что его поступок разрушает его брак, он решает поговорить с отцом Тимом, единственным человеком, которому он рассказал правду о смерти своей матери. Отец Тим с ужасом узнает, что Бертрам убил 26 человек, и говорит ему, что то, что он делает, эгоистично и должно прекратиться. Тем временем Альма получает телеграмму о том, что ее приняли в клуб. Но когда она приходит на бранч, узнает, что Рита силой заставила клуб отказать ей, оставив Альму униженной перед всеми членами клуба. Рита также добивается увольнения Ди с работы, а Скутер сближается с Кэтрин, хотя Карло пытается предупредить ее о нем, но безуспешно. Когда Ди рассказывает Альме, что Рита добилась ее увольнения за то, что она спала со Скутером, Альма видит в этом рычаг давления на Риту. Она идет к Рите домой и пытается шантажировать ее насчет Скутера, но Рита говорит ей, что благодаря телеграмме ей никто не поверит, и угрожает разрушить ее семью, если она попытается сделать что-то еще. |            |                                                      |                     |                        |               |
| 16 | 6          | «Опасный человек» «Dangerous Intruder»               | Ларри Шоу           | Стейси Харман          | 1 июля 2021   |
| Альма придумала план мести Рите. Альма говорит Бертраму, что он должен убить Карло, чтобы избавить его от страданий, но тот отказывается, так как понял, что поступает неправильно. Позже Альма убеждает его в том, что Карло избивает Риту и, убив его, он избавит и Риту, и Карло от страданий. Они проникают в дом Карло, где Бертрам убивает его, а Альма за его спиной подбрасывает улики в сумочку Риты. Их едва не ловят, когда Кэтрин и Скутер занимаются сексом на диване на первом этаже, а Верн снимает их через окно. На следующий день, после того как Карло был найден мертвым, Альма делает анонимный звонок Кэтрин, заставляя ее думать, что Рита убила Карло. Тем временем Ди, которая официально начала отношения с Верном, узнает, что беременна ребенком от Скутера. Не имея других вариантов, Верн делает ей предложение, и она с радостью соглашается. |            |                                                      |                     |                        |               |
| 17 | 7          | «Та самая женщина» «The Woman in Question»           | Джоанна Кернс       | Кертис Нил             | 8 июля 2021   |
| Жизнь Риты в качестве богатой вдовы быстро заканчивается: Кэтрин вызывает полицию, которая обнаруживает яд в крови Карло при вскрытии и во время обыска находит шприц, который Альма подбросила Рите. Ее арестовывают за убийство, а Альма распространяет слух о романе Риты со Скутером, что еще больше разрушает ее облик и выставляет ее виновной. Бертрам возмущен тем, что Альма подставила Риту, но Альма счастлива, так как ее наконец-то приняли в клуб садоводов Элизиума. Находясь в тюрьме, Рита нанимает Верна, чтобы доказать свою невиновность, и поручает своей горничной Изабель шантажировать Кэтрин фотографиями, которые сделал Верн. Кэтрин подслушивает телефонный разговор Риты и Изабель, в результате которого она находит их переписку, в которой говорится, что они убили человека. Ди приглашает Верна на ужин, чтобы познакомить его со своими родителями, но это не удается, когда Бертрам узнает, что Верн работает на Риту, а Верн узнает, что Ди беременна. Изабель оказывается кузиной и сообщницей Риты, и когда ей не удается шантажировать Кэтрин, она навещает Риту в тюрьме, говоря, что покончила с ней и покидает Лос-Анджелес. Однако, остановившись в мотеле, она замечает Альму на фотографии Кэтрин, сделанной в ночь смерти Карло. |            |                                                      |                     |                        |               |
| 18 | 8          | «Убийство, моя милая» «Murder, My Sweet»             | Дэвид Уоррен        | Остин Гусман           | 15 июля 2021  |
| Альму наконец принимают в садовый клуб "Элизиум", но ее положение оказывается под угрозой, когда Изабель начинает шантажировать Филкоттов фотографиями, на которых они запечатлены в доме Карло. В конце концов, Филкотты дают Изабель 100 000 долларов, но она отказывается отдать им фотографии, поэтому Альма отравляет ее. В ужасе от того, что сделала его жена, он подделывает предсмертную записку, в которой говорится, что Изабель убила Карло и подставила Риту, но покончила с собой из чувства вины. Кэтрин приводит Скутера жить к себе только для того, чтобы ее дворецкий Отто разоблачил его как любовника Риты. Возмущенная Кэтрин противостоит Скутеру, чтобы тот дал показания против Риты вместо нее. Пока Рита сидит в тюрьме, серия воспоминаний показывает, что когда-то она была замужем за мужчиной по имени Гарри Джеровски, который физически издевался над ней. После того, как он сломал ей руку, Изабель застрелила его, и они оставили его умирать. Не имея других вариантов, Рита продала свое тело, что привело ее к Карло, с которым она познакомилась благодаря Изабель. После того, как Рита и Карло поженились, Изабель переехала к ним, и Рита сделала ее домработницей, чего она так и не простила Рите. Тем временем полиция сообщает Ди, что они подозревают миссис Йост была убита, поскольку у них нет никаких зацепок, и они начинают подозревать ее родителей, когда племянник миссис Йост раскрывает, что история, рассказанная ей родителями, является ложью, а ее дом был ограблен. Ди понимает, что ее мать украла у миссис Йост, поэтому она возвращает свои вещи, но затем находит тело миссис Йост во дворе. В ужасе она убегает, чтобы сбежать с Верном.                                        |            |                                                      |                     |                        |               |
| 19 | 9          | «В самый неподходящий момент» «The Unguarded Moment» | Мелани Мейрон       | Джо Кинан              | 22 июля 2021  |
| Альма наконец-то стала членом клуба "Элизиум Гарден" и теперь стремится стать президентом клуба, но поскольку Джоан баллотируется, она опасается, что у нее нет шансов на победу. Через тетю Джоан Альма узнает, что у Джоан роман с Грейс. Обладая этим знанием, она шантажирует Джоан, чтобы та выбыла из предвыборной гонки, позволив Альме стать президентом без сопротивления. Ди рассказывает Альме о смерти миссис Йост: Альма лжет, что Бертрам изменял ей с миссис Йост, и когда он разорвал роман, она напала на них, и они убили ее в целях самообороны. Бетрам начал пить и начал сожалеть обо всем, что натворил, но, поговорив с Ди, он решает все исправить. Верн с подозрением относится к смерти Изабель, поэтому он решает провести расследование, которое приводит его к Филкоттам и конфронтации с Альмой. Тем временем Риту выпускают из тюрьмы, ожидая, что она унаследует имущество Карло, только чтобы узнать, что Кэтрин аннулировала её брак с Карло, потому что ее первый муж Гарри все еще жив и по-прежнему состоит с ней в законном браке. Став бездомной, Рита обращается за помощью к Скутеру. Из жалости он приносит ей деньги и одежду за спиной Кэтрин, но Кэтрин ловит их и в слепой ярости стреляет в них, ранив Скутера и проходящего мимо Бертрама. |            |                                                      |                     |                        |               |
| 20 | 10         | «Леди сознается» «The Lady Confesses»                | Дэвид Уоррен        | Джо Кинан              | 29 июля 2021  |
| После того, как Верн рассказывает ей о смерти Изабель, Альма навещает Бертрама в больнице и говорит ему, что Верн знает, но Бертрам отказывается убивать Верна. Затем Альма находит Скутера в больнице, выздоравливающего, где она сообщает ему, что Ди беременна его ребенком. Ди арестовывают, поскольку полиция обнаружила ее отпечатки пальцев на украденных вещах миссис Йост, но Верн вытаскивает ее. Затем Ди сталкивается со Скутером, который рассказывает, что Альма рассказала ему о ребенке. Ди сталкивается лицом к лицу со своей матерью, которая в ужасе узнает, что она планировала убить Верна и подставить Скутера. На инаугурации Альмы в качестве президента клуба Рита противостоит Альме как убийце Карло в глухом переулке. Альма отказывается признаваться в убийстве Карло, но случайно признается в убийстве Изабель, сообщив подробности ее смерти, которые пресса не разглашала. Рита пытается разоблачить Альму на ее инаугурации, но Альма жестоко убивает ее отверткой. Во время инаугурации Альму разоблачает кровь на ее палантине и шеф-повар, обнаруживающий тело Риты. Альма возвращается домой, где рассказывает Бертраму о смерти Риты, который в ответ рассказывает, что признался Верну во всех их преступлениях и решил вместе покончить с собой. Альма позволяет Бертраму покончить с собой и решает сдаться полиции. Альму арестовывают, признают виновной в многочисленных убийствах и приговаривают к казни. Однако Альма счастлива, потому что мир наконец-то обращает на нее внимание. |            |                                                      |                     |                        |               |

## Производство
Премьера первого сезона, насчитывающего 10 серий, состоялась 15 августа 2019 года на стрим-сервисе CBS All Access. Премьера второго сезона, также состоящего из 10 серий, прошла 3 июня 2021 года на Paramount+. В декабре 2021 телесериал был продлён на третий сезон. В июле 2022 года телесериал был закрыт ещё до начала производства третьего сезона.

## Отзывы критиков
На сайте Rotten Tomatoes первый сезон получил рейтинг одобрения 67 %. На Metacritic средневзвешенная оценка составляет 62 из 100 на основе отзывов 15 критиков, что указывает на «в целом положительные отзывы»